# Neocaridina denticulata
Neocaridina denticulata är en kräftdjursart som först beskrevs av Kemp 1918.  Neocaridina denticulata ingår i släktet Neocaridina och familjen Atyidae. Inga underarter finns listade i Catalogue of Life.

## Bildgalleri

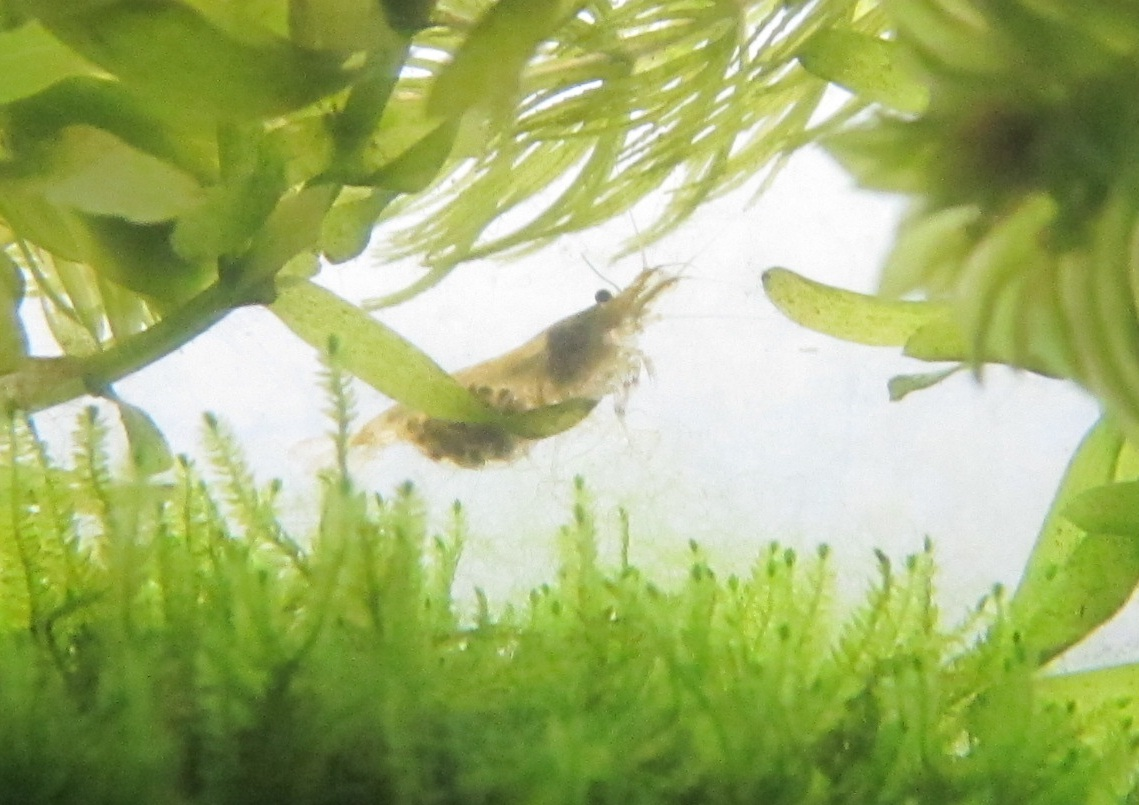